# 한국산학연협회
한국산학연협회(韓國産學硏協會, Korea Association of University, Research Institute and Industry, AURI)는 산학연간의 상호협력과 교류를 통하여 중소기업의 기술혁신 및 국가 경쟁력 강화에 이바지하기 위해 설립된 협회이다.
2018년 기타공공기관으로 지정되기도 하였으나, 정부지원금 감소 및 지정 필요성 감소 등의 사유로 공공기관 지정해제되어 일반 중소기업 비영리단체(협회)로 등록되어 있다.

## 연혁
- 1998년 1월: 사단법인 산학연 컨소시엄 전국협의회 설립 인가
- 2000년 9월: 명칭 변경(산학연 컨소시엄 전국협의회 ⇒ 산학연전국협의회)
- 2018년 1월: 한국산학연협회 공공기관 지정
- 2020년 1월: 한국산학연협회 공공기관 지정해제